# Staromiejski zespół urbanistyczny Kalisza

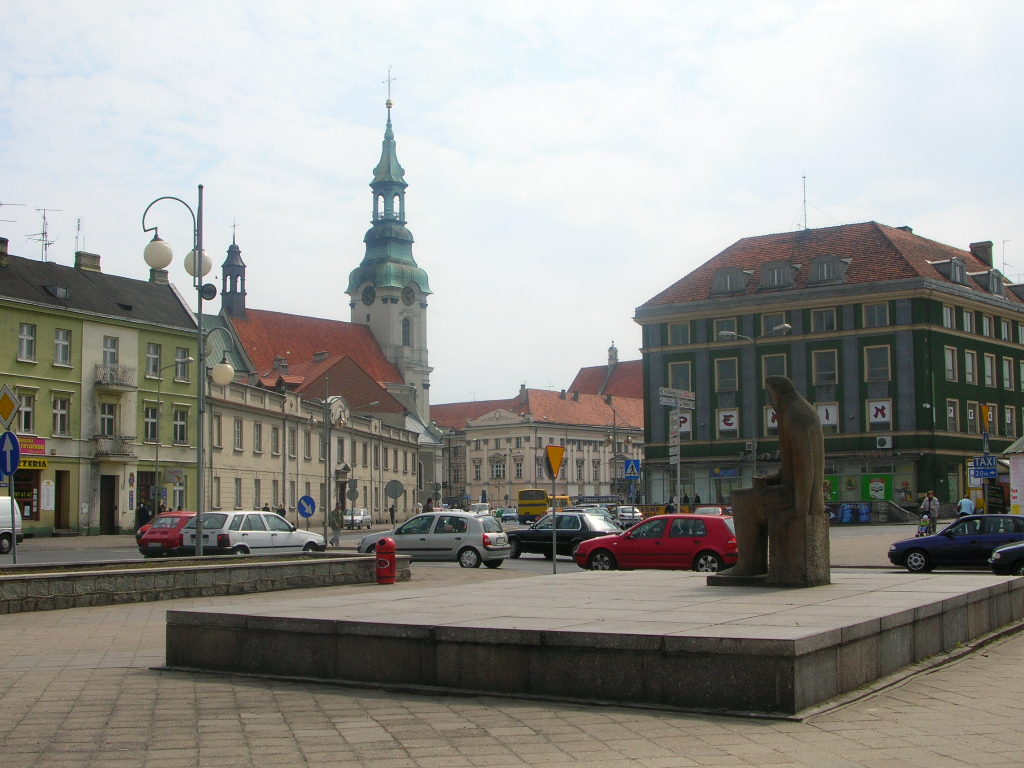
Nowe Miasto, widok z Warszawskiego Przedmieścia

Staromiejski zespół urbanistyczny Kalisza – historyczny obszar Kalisza położony na prawym brzegu Prosny, otoczony Plantami i Parkiem Miejskim, współcześnie centralna część Śródmieścia; układ urbanistyczny dzielnicy został wpisany do rejestru zabytków w 1956.
Jest to najstarsza część miasta lokacyjnego, założona w 1233 przez Henryka I Brodatego, lokowana na prawie średzkim między 1253 a 1260 (prawdopodobnie w 1257) przez Bolesława Pobożnego, spalona w 1792, zburzona w 1914, odbudowana w jednolitym stylu architektonicznym. Znajduje się tu zespół cennych obiektów zabytkowych. 
Najważniejszymi zabytkami na obszarze staromiejskiego zespołu urbanistycznego są:
- katedra św. Mikołaja Biskupa
- bazylika kolegiacka Wniebowzięcia Najświętszej Maryi Panny (kościół Mariacki)
- kościół św. Wojciecha i św. Stanisława Biskupa (Jan Maria Bernardoni, 1592–1597)
- pałac Komisji Wojewódzkiej Kaliskiej (przebudowa Franciszek Reinstein[4], 1823–1824)

Staromiejski zespół urbanistyczny Kalisza nie posiada osobnej nazwy, w czasie lokacji miasta nosił nazwę Nowego Miasta. Natomiast istniejące w Kaliszu Stare Miasto jest zupełnie inną dzielnicą miasta.